# جاكوب واليس
جاكوب واليس (مواليد 1957) دبلوماسي أمريكي، كان سفيرًا للولايات المتحدة لدى الجمهورية التونسية من 24 يوليو 2012 إلى 2 سبتمبر 2015، وشغل سابقًا منصب القنصل الأمريكي العام في القدس بين عامي 2005 و2009.